# Regering-Valls I
De regering-Valls I, Frans: Gouvernement Manuel Valls II, was de zevenendertigste regering van Frankrijk. Deze regering trad aan nadat de regering-Ayrault II op 31 maart 2014 haar ontslag had aangeboden aan president Hollande. Dit gebeurde naar aanleiding van een slechte uitslag voor de Parti socialiste bij de gemeenteraadsverkiezingen van 2014. Manuel Valls, die eerder minister van Binnenlandse Zaken was geweest, werd de nieuwe premier. President Hollande zei in een televisietoespraak aan het Franse volk dat hij van Valls een gouvernement de combat, een 'strijdbare regering' verwachtte.
Valls bood op 25 augustus 2014 het ontslag van zijn regering aan aan president Hollande. Hij werd daarop door Hollande belast met de formatie van een nieuwe regering. Dat werd de regering-Valls II waarvan de samenstelling op dinsdag 26 augustus bekend werd gemaakt.

## Samenstelling
De regering-Valls I bestond uit de premier, de Premier ministre en zestien ministers met portefeuille, Ministres. Er hadden geen ministers-gedelegeerde, Ministres délégués of ministers van staat, Ministres d'État zitting in de regering. De benoeming van tien staatssecretarissen, secrétaires d'État, stond gepland voor 9 april. Het werden er veertien. De bewindslieden waren op vier na lid van de Parti Socialiste.
| Ambtsbekleder                 | Ambtsbekleder      | Ambtsbekleder                | Ministerie                                 | Ambtstermijn  | Ambtstermijn     | Partij |
| ----------------------------- | ------------------ | ---------------------------- | ------------------------------------------ | ------------- | ---------------- | ------ |
|                               | Manuel Valls       | Manuel Valls 1962            | Premier                                    | 31 maart 2014 | 6 december 2016  | PS     |
|                               | Bernard Cazeneuve  | Bernard Cazeneuve 1963       | Binnenlandse Zaken                         | 31 maart 2014 | 6 december 2016  | PS     |
|                               | Laurent Fabius     | Laurent Fabius 1946          | Buitenlandse Zaken                         | 15 mei 2012   | 11 februari 2016 | PS     |
|                               |                    | Michel Sapin 1952            | Financiën                                  | 31 maart 2014 | 17 mei 2017      | PS     |
|                               | Arnaud Montebourg  | Arnaud Montebourg 1962       | Economische Zaken                          | 31 maart 2014 | 26 augustus 2014 | PS     |
| Industrie                     | Arnaud Montebourg  | Arnaud Montebourg 1962       | 15 mei 2012                                |               | 26 augustus 2014 | PS     |
|                               | Jean-Yves Le Drian | Jean-Yves Le Drian 1947      | Defensie                                   | 15 mei 2012   | 17 mei 2017      | PS     |
|                               | Christiane Taubira | Christiane Taubira 1952      | Justitie                                   | 15 mei 2012   | 26 januari 2016  | PRG    |
|                               |                    | Marisol Touraine 1959        | Volksgezondheid                            | 15 mei 2012   | 17 mei 2017      | PS     |
| Sociale Zaken                 |                    | Marisol Touraine 1959        |                                            | 15 mei 2012   | 17 mei 2017      | PS     |
|                               |                    | François Rebsamen 1951       | Arbeid en Werkgelegenheid                  | 31 maart 2014 | 1 september 2015 | PS     |
|                               |                    | Benoît Hamon 1967            | Onderwijs                                  | 31 maart 2014 | 26 augustus 2014 | PS     |
| Hoger Onderwijs en Wetenschap |                    | Benoît Hamon 1967            |                                            | 31 maart 2014 | 26 augustus 2014 | PS     |
|                               |                    | Sylvia Pinel 1977            | Huisvesting                                | 31 maart 2014 | 11 februari 2016 | PRG    |
| Ruimtelijke Ordening          |                    | Sylvia Pinel 1977            |                                            | 31 maart 2014 | 11 februari 2016 | PRG    |
|                               |                    | Stéphane Le Foll 1960        | Landbouw en Visserij                       | 15 mei 2012   | 17 mei 2017      | PS     |
|                               |                    | Ségolène Royal 1953          | Ecologie, Duurzame Ontwikkeling en Energie | 31 maart 2014 | 17 mei 2017      | PS     |
|                               |                    | Marylise Lebranchu 1947      | Publieke Diensten                          | 15 mei 2012   | 11 februari 2016 | PS     |
|                               |                    | George Pau-Langevin 1948     | Overzeese Gebiedsdelen                     | 31 maart 2014 | 30 augustus 2016 | PS     |
|                               |                    | Aurélie Filippetti 1973      | Cultuur en Communicatie                    | 15 mei 2012   | 25 augustus 2014 | PS     |
|                               |                    | Najat Vallaud- Belkacem 1977 | Jeugd en Sport                             | 31 maart 2014 | 25 augustus 2014 | PS     |
| Stedelijke Ontwikkeling       |                    | Najat Vallaud- Belkacem 1977 |                                            | 31 maart 2014 | 25 augustus 2014 | PS     |
| Emancipatie en Gelijkheid     | 15 mei 2012        | Najat Vallaud- Belkacem 1977 |                                            |               | 25 augustus 2014 | PS     |

### Staatssecretarissen
| Ambtsbekleder | Ambtsbekleder      | Ambtsbekleder      | Portefeuille                                                               | Partij |
| ------------- | ------------------ | ------------------ | -------------------------------------------------------------------------- | ------ |
|               | Jean-Marie Le Guen | Jean-Marie Le Guen | Parlementaire betrekkingen                                                 | PS     |
|               | Fleur Pellerin     | Fleur Pellerin     | Buitenlandse handel, Bevordering van toerisme en Fransen in het buitenland | PS     |
|               | Harlem Désir       | Harlem Désir       | Europese zaken                                                             | PS     |
|               | Annick Girardin    | Annick Girardin    | Ontwikkeling en Franse taal                                                | PRG    |
|               | Frédéric Cuvillier | Frédéric Cuvillier | Transport, Zee en Visserij                                                 | PS     |
|               | Geneviève Fioraso  | Geneviève Fioraso  | Hoger onderwijs en Onderzoek                                               | PS     |
|               |                    | Christian Eckert   | Begroting                                                                  | PS     |
|               | Valérie Fourneyron | Valérie Fourneyron | Handel, Nijverheid, Consumenten en Sociale economie en Solidariteit        | PS     |
|               |                    | Axelle Lemaire     | Digitale economie                                                          | PS     |
|               | Kader Arif         | Kader Arif         | Veteranen                                                                  | PS     |
|               |                    | André Vallini      | Territoriale hervorming                                                    | PS     |
|               | Laurence Rossignol | Laurence Rossignol | Gezin, Ouderen en Autonomie                                                | PS     |
|               |                    | Ségolène Neuville  | Invaliden en de Strijd tegen uitsluiting                                   | PS     |
|               | Thierry Braillard  | Thierry Braillard  | Sport                                                                      | PRG    |